# Michael Griffith
Michael Griffith (rođen 1965. g.) američki je romanopisac i pisac kratkih priča. 

## Biografija
Njegove priče i eseji pojavili su se u književnim časopisima kao što su Oxford American, The Southwest Review i Virginia Quarterly Review i u drugim.
Griffith je primio Master of Fine Arts iz LSU u Baton Rougeu. Bivši je suradnik urednik Southern Reviewa, a trenutno radi kao profesor kreativnog pisanja fikcije na Sveučilištu Cincinnati u Cincinnatiju, Ohio.
Njegovi objavljeni radovi uključuju roman Spikes objavljen 2001., kao i novelu s nekim prikupljenim pričama objavljene pod nazivom Bibliophilia 2003. Oba djela objavio je Arcade Publishing.